# Horne-Gletscher
Der Horne-Gletscher ist ein etwa 10 km langer Talgletscher im ostantarktischen Viktorialand. In den Concord Mountains fließt er in südwestlicher Richtung von der Everett Range zwischen Mount Works und Mount Calvin zum unteren Ende des Greenwell-Gletschers.
Kartografisch erfasst wurde er durch Vermessungsarbeiten des United States Geological Survey und mithilfe von Luftaufnahmen der United States Navy zwischen 1960 und 1962. Das Advisory Committee on Antarctic Names benannte ihn 1970 nach Leutnant Robert P. Horne von den Reservestreitkräften der US Navy, Pilot einer Lockheed C-130 für die Erstellung von Luftaufnahmen bei der Operation Deep Freeze in den Jahren 1968 und 1969.